# Христо Василев (политик)
Вижте пояснителната страница за други личности с името Христо Василев.
Христо Василев Вълев е български политик, министър на търговията, промишлеността и труда през 1944 година в правителството на Иван Багрянов.

## Биография
Христо Василев е роден на 17 септември (5 септември стар стил) 1892 година в село Габарево, Казанлъшко. През 1908 година завършва в Казанлък гимназия. През 1911 година завършва и средното педагогическо училище в града. Участва в Балканските войни (1912 – 1913) като редник от Дванадесети пехотен балкански полк и е ранен при обсадата на Одрин.
След войните Василев работи като учител и счетоводител. Известно време е директор на Българската черноморска банка в Анхиало. От 1935 до 1944 година е председател на Съюза на притежателите на едър земеделски инвентар. През 1938 – 1939 година е народен представител, а през 1940 година става секретар на Висшия стопански съвет към Министерството на земеделието и държавните имоти.
През 1944 година Христо Василев е министър на търговията, промишлеността и труда в правителството на Иван Багрянов. На този пост той многократно настоява публично за спазване на законността в мерките срещу комунистическото Партизанско движение. Той е семеен приятел с партизанския командир Николай Лъсков и публично осъжда убийството му, заедно с неговата съпруга, след залавянето им от жандармерията.
През 1945 година т.нар. Народен съд го осъжда на 25 години затвор, 20 години лишаване от политически права, 1 милион лева глоба и конфискация на имуществото. На 26 август 1996 г. присъдата е отменена.